# Mirax gonghenensis
Mirax gonghenensis är en stekelart som beskrevs av Chen, Wu och Chen 2001. Mirax gonghenensis ingår i släktet Mirax och familjen bracksteklar. Inga underarter finns listade i Catalogue of Life.